# Indianapolis 500 2018

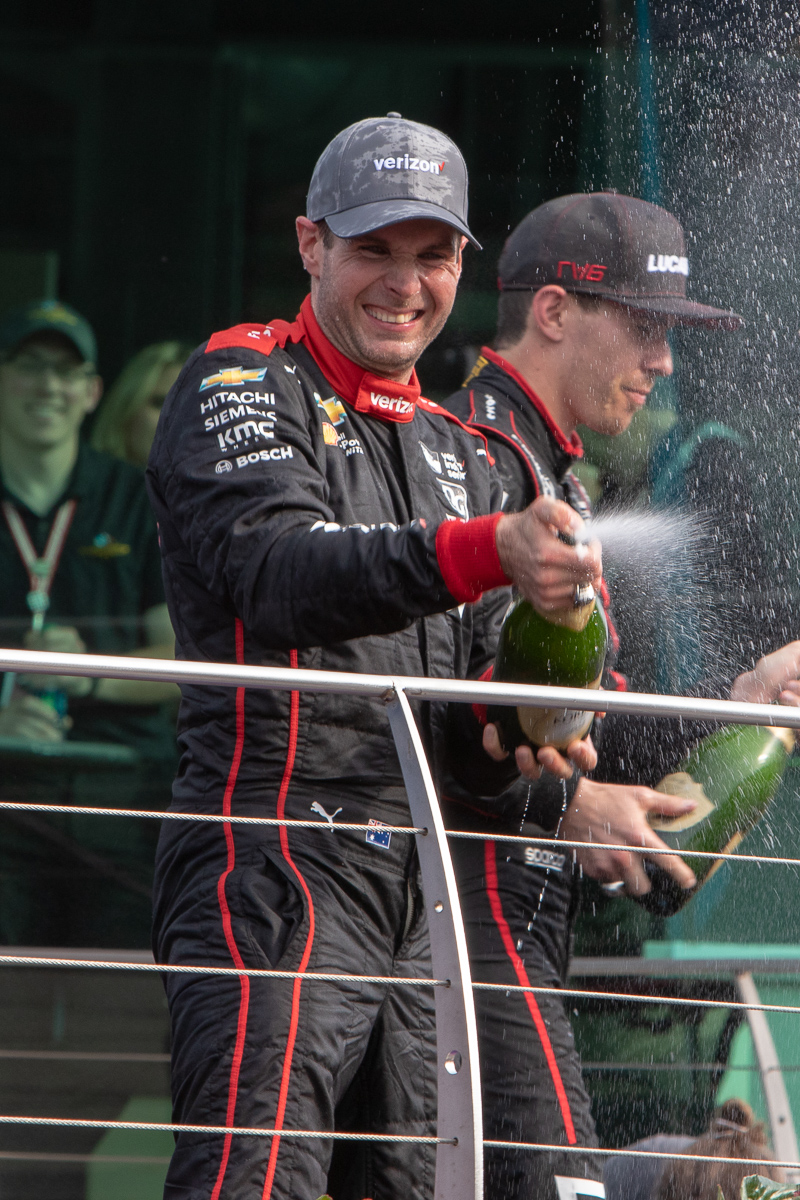
Will Power gewinnt 2018 das Indianapolis-Rennen.

Das 102nd Indianapolis 500 presented by PennGrade Motor Oil war ein Rennen der IndyCar Series, welches am 27. Mai 2018 auf dem Indianapolis Motor Speedway in Speedway, Indiana stattfand. Es war das sechste Rennen zur IndyCar Saison 2018.

## Hintergrund
Das Vorjahresrennen war das dritte und zugleich auch das letzte Indianapolis 500, in welchem die Aero-Kits der beiden Hersteller Chevrolet und Honda am Dallara DW12 verwendet wurden. Seit der Saison 2018 fährt die IndyCar wieder mit einem Einheitschassis, welches nun den Namen 'IR18' träght. Zum ersten Mal seit dem Indy 500 1996 werden die Fahrzeuge einen Überrollbügel ohne Airbox haben.

## Regeländerungen
- Die Trainingssession am Montag nach dem auf dem Straßenkurs stattfindenden IndyCar Grand Prix wurde gestrichen, da der Montag nun dafür genutzt wurde, die Strecke von der Road-Konfiguration zur Oval-Konfiguration umzubauen. Damit die verlorene Trainingszeit trotzdem durchgeführt werden konnte, starten die darauffolgenden Trainingseinheiten bereits um 11 Uhr Ortszeit und nicht erst um 12 Uhr mittags.
- Das Minimalgewicht der Fahrzeuge wurde um 10 Pfund auf 1590 Pfd. erhöht. Diese Regel galt auf allen Superspeedways. Der Grund dafür waren neue Sicherheitsfeatures, welche mit den neuen Fahrzeugen einhergehen.
- Es wurden für die Qualifikation weniger Punkte verteilt. Die Top-9-Fahrer erhalten nach dem Schema (9-8-7-6-5-4-3-2-1) Punkte. Zuvor bekam jeder der 33 qualifizierten Fahrer Punkte.

## Teilnehmer
Die Teilnehmerliste wurde am 1. Mai bekanntgegeben und umfasst 35 Fahrzeuge. Zuvor hatte es Gerüchte um ein weiteres Fahrzeug gegeben, welches von Buddy Lazier hätte gefahren werden sollen. Schlussendlich kam es aber nicht dazu.
Pietro Fittipaldi hätte den Wagen mit der Nummer 19 für Dale Coyne Racing fahren sollen. Am 4. Mai verunfallte er jedoch schwer im Qualifying zu den Sechs Stunden von Spa in der World Endurance Championship. Bei dem Unfall brach er sich beide Beine, worauf er durch Zachary Claman DeMelo ersetzt wurde.
Vier Rookies waren für das Rennen gemeldet. Neben Zachary Claman DeMelo sind dies Matheus Leist, Robert Wickens und Kyle Kaiser.
| Nr. | Fahrer                  | Team                                            | Hersteller |
| --- | ----------------------- | ----------------------------------------------- | ---------- |
| 1   | Josef Newgarden         | Team Penske                                     | Chevrolet  |
| 3   | Hélio Castroneves S     | Team Penske                                     | Chevrolet  |
| 4   | Matheus Leist R         | A. J. Foyt Enterprises                          | Chevrolet  |
| 5   | James Hinchcliffe       | Schmidt Peterson Motorsports                    | Honda      |
| 6   | Robert Wickens R        | Schmidt Peterson Motorsports                    | Honda      |
| 7   | Jay Howard              | Schmidt Peterson Motorsports / AFS Racing       | Honda      |
| 9   | Scott Dixon S           | Chip Ganassi Racing                             | Honda      |
| 10  | Ed Jones                | Chip Ganassi Racing                             | Honda      |
| 12  | Will Power              | Team Penske                                     | Chevrolet  |
| 12  | Danica Patrick          | Ed Carpenter Racing                             | Chevrolet  |
| 14  | Tony Kanaan             | A. J. Foyt Enterprises                          | Chevrolet  |
| 15  | Graham Rahal            | Rahal Letterman Lanigan Racing                  | Honda      |
| 16  | Conor Daly              | Dale Coyne Racing / Thom Burns Racing           | Honda      |
| 18  | Sébastien Bourdais      | Dale Coyne Racing with Vasser-Sullivan          | Honda      |
| 19  | Zachary Claman DeMelo R | Dale Coyne Racing                               | Honda      |
| 20  | Ed Carpenter            | Ed Carpenter Racing                             | Chevrolet  |
| 21  | Spencer Pigot           | Ed Carpenter Racing                             | Chevrolet  |
| 22  | Simon Pagenaud          | Team Penske                                     | Chevrolet  |
| 23  | Charlie Kimball         | Carlin                                          | Chevrolet  |
| 24  | Sage Karam              | Dreyer & Reinbold Racing                        | Chevrolet  |
| 25  | Stefan Wilson           | Andretti Autosport                              | Honda      |
| 26  | Zach Veach              | Andretti Autosport                              | Honda      |
| 27  | Alexander Rossi S       | Andretti Autosport                              | Honda      |
| 28  | Ryan Hunter-Reay S      | Andretti Autosport                              | Honda      |
| 29  | Carlos Muñoz            | Andretti Autosport                              | Honda      |
| 30  | Takuma Satō S           | Rahal Letterman Lanigan Racing                  | Honda      |
| 32  | Kyle Kaiser R           | Juncos Racing                                   | Chevrolet  |
| 33  | James Davison           | A. J. Foyt Enterprises / Byrd-Hollinger-Belardi | Chevrolet  |
| 59  | Max Chilton             | Carlin                                          | Chevrolet  |
| 60  | Jack Harvey             | Meyer Shank Racing with Schmidt Peterson        | Honda      |
| 63  | Pippa Mann              | Dale Coyne Racing                               | Honda      |
| 64  | Oriol Servià            | Scuderia Corsa / Rahal Letterman Lanigan Racing | Honda      |
| 66  | J. R. Hildebrand        | Dreyer & Reinbold Racing                        | Chevrolet  |
| 88  | Gabby Chaves            | Harding Racing                                  | Chevrolet  |
| 98  | Marco Andretti          | Andretti Herta Autosport / Curb Agajanian       | Honda      |

- S ehemalige Sieger des Indy 500.
- R Indy 500 Rookie

## Zeitplan
| Mon           | Die                          | Mit                | Don                       | Fre                              | Sam                              | Son                 |
| ------------- | ---------------------------- | ------------------ | ------------------------- | -------------------------------- | -------------------------------- | ------------------- |
| 30 Open Test  | 1 Rookie Orientation Program | 2 Hersteller-Tests | 3                         | 4                                | 5 Mini-Marathon                  | 6                   |
| 7             | 8                            | 9                  | 10 Road to Indy Training  | 11 IndyCar Grand Prix Qualifying | 12 IndyCar Grand Prix Qualifying | 13                  |
| 14            | 15 ROP Training              | 16 Training        | 17 Training               | 18 Training Fast Friday          | 19 Qualifying                    | 20 Qualifying       |
| 21 Qualifying | 22                           | 23                 | 24 Indy Lights Qualifying | 25 Carb Day Freedom 100          | 26 Legends Day Parade            | 27 Indianapolis 500 |

| \| Farbe \| Bedeutung \| \| ---------- \| ----------------- \| \| Grün \| Training \| \| Dunkelblau \| Qualifying \| \| Silber \| Rennen \| \| Rot \| Regen* \| \| Leer \| Keine Aktivitäten \| * Wenn keine Aktivitäten aufgrund Regens stattfinden konnten. |                   |
| Farbe | Bedeutung         |
| Grün | Training          |
| Dunkelblau | Qualifying        |
| Silber | Rennen            |
| Rot | Regen*            |
| Leer | Keine Aktivitäten |

| Farbe      | Bedeutung         |
| ---------- | ----------------- |
| Grün       | Training          |
| Dunkelblau | Qualifying        |
| Silber     | Rennen            |
| Rot        | Regen*            |
| Leer       | Keine Aktivitäten |

- Quellen: 2018 Indianapolis 500 Event Schedule

## Klassifikationen

### Start
| Reihe | Innen | Innen                 | Mitte | Mitte              | Auẞen | Auẞen            |
| ----- | ----- | --------------------- | ----- | ------------------ | ----- | ---------------- |
| 1     | 20    | Ed Carpenter          | 22    | Simon Pagenaud     | 12    | Will Power       |
| 2     | 1     | Josef Newgarden       | 18    | Sébastien Bourdais | 21    | Spencer Pigot    |
| 3     | 13    | Danica Patrick        | 3     | Hélio Castroneves  | 9     | Scott Dixon      |
| 4     | 14    | Tony Kanaan           | 4     | Matheus Leist      | 98    | Marco Andretti   |
| 5     | 19    | Zachary Claman DeMelo | 28    | Ryan Hunter-Reay   | 23    | Charlie Kimball  |
| 6     | 30    | Takuma Satō           | 32    | Kyle Kaiser        | 6     | Robert Wickens   |
| 7     | 33    | James Davison         | 59    | Max Chilton        | 29    | Carlos Muñoz     |
| 8     | 88    | Gabby Chaves          | 25    | Stefan Wilson      | 24    | Sage Karam       |
| 9     | 26    | Zach Veach            | 64    | Oriol Servià       | 66    | J. R. Hildebrand |
| 10    | 7     | Jay Howard            | 10    | Ed Jones           | 15    | Graham Rahal     |
| 11    | 60    | Jack Harvey           | 27    | Alexander Rossi    | 17    | Conor Daly       |

### Endergebnis
| Pos | Nr | Fahrer                    | Team                                            | Motor     | Runden | Zeit/Rückstand | Boxenstopps | Startplatz | Führungsrunden | Punkte |
| --- | -- | ------------------------- | ----------------------------------------------- | --------- | ------ | -------------- | ----------- | ---------- | -------------- | ------ |
| 1   | 12 | Will Power                | Team Penske                                     | Chevrolet | 200    | 2:59:42.6365   | 5           | 3          | 59             | 108    |
| 2   | 20 | Ed Carpenter              | Ed Carpenter Racing                             | Chevrolet | 200    | 3,1589         | 5           | 1          | 65             | 92     |
| 3   | 9  | Scott Dixon               | Chip Ganassi Racing                             | Honda     | 200    | 4,5928         | 5           | 9          | 0              | 71     |
| 4   | 27 | Alexander Rossi           | Andretti Autosport                              | Honda     | 200    | 5,2237         | 5           | 32         | 1              | 65     |
| 5   | 28 | Ryan Hunter-Reay          | Andretti Autosport                              | Honda     | 200    | 6,7187         | 5           | 14         | 1              | 61     |
| 6   | 22 | Simon Pagenaud            | Team Penske                                     | Chevrolet | 200    | 7,2357         | 5           | 2          | 1              | 65     |
| 7   | 29 | Carlos Muñoz              | Andretti Autosport                              | Honda     | 200    | 7,8377         | 6           | 21         | 4              | 53     |
| 8   | 1  | Josef Newgarden           | Team Penske                                     | Chevrolet | 200    | 8,6917         | 6           | 4          | 3              | 55     |
| 9   | 6  | Robert Wickens (R)        | Schmidt Peterson Motorsports                    | Honda     | 200    | 9,3112         | 7           | 18         | 2              | 45     |
| 10  | 15 | Graham Rahal              | Rahal Letterman Lanigan Racing                  | Honda     | 200    | 11,3368        | 6           | 30         | 12             | 41     |
| 11  | 66 | J. R. Hildebrand          | Dreyer & Reinbold Racing                        | Chevrolet | 200    | 12,7354        | 6           | 27         | 0              | 38     |
| 12  | 98 | Marco Andretti            | Andretti Herta Autosport / Curb-Agajanian       | Honda     | 200    | 14,0745        | 5           | 12         | 0              | 36     |
| 13  | 4  | Matheus Leist (R)         | A. J. Foyt Enterprises                          | Chevrolet | 200    | 14,7798        | 5           | 11         | 0              | 34     |
| 14  | 88 | Gabby Chaves              | Harding Racing                                  | Chevrolet | 200    | 15,1173        | 8           | 22         | 0              | 32     |
| 15  | 25 | Stefan Wilson             | Andretti Autosport                              | Honda     | 200    | 33,6747        | 7           | 23         | 3              | 31     |
| 16  | 60 | Jack Harvey               | Meyer Shank Racing / Schmidt Peterson           | Honda     | 200    | 34,7970        | 6           | 31         | 0              | 28     |
| 17  | 64 | Oriol Servià              | Scuderia Corsa / RLL                            | Honda     | 200    | 38,2325        | 6           | 26         | 16             | 27     |
| 18  | 23 | Charlie Kimball           | Carlin                                          | Chevrolet | 200    | 41,5146        | 8           | 15         | 0              | 24     |
| 19  | 19 | Zachary Claman DeMelo (R) | Dale Coyne Racing                               | Honda     | 199    | 1 Rd.          | 6           | 13         | 7              | 23     |
| 20  | 21 | Spencer Pigot             | Ed Carpenter Racing                             | Chevrolet | 199    | 1 Rd.          | 8           | 6          | 3              | 25     |
| 21  | 17 | Conor Daly                | Dale Coyne Racing / Thom Burns Racing           | Honda     | 199    | 1 Rd.          | 9           | 33         | 0              | 18     |
| 22  | 59 | Max Chilton               | Carlin                                          | Chevrolet | 198    | 2 Rd.          | 10          | 20         | 0              | 16     |
| 23  | 26 | Zach Veach                | Andretti Autosport                              | Honda     | 198    | 2 Rd.          | 10          | 25         | 0              | 14     |
| 24  | 7  | Jay Howard                | Schmidt Peterson Motorsports/AFS Racing         | Honda     | 193    | 7 Rd.          | 10          | 28         | 0              | 12     |
| 25  | 14 | Tony Kanaan               | A. J. Foyt Enterprises                          | Chevrolet | 187    | Unfall         | 7           | 10         | 19             | 11     |
| 26  | 24 | Sage Karam                | Dreyer & Reinbold Racing                        | Chevrolet | 154    | Unfall         | 4           | 24         | 0              | 10     |
| 27  | 3  | Hélio Castroneves         | Team Penske                                     | Chevrolet | 145    | Unfall         | 4           | 8          | 0              | 12     |
| 28  | 18 | Sébastien Bourdais        | Dale Coyne Racing / Vasser-Sullivan             | Honda     | 137    | Unfall         | 4           | 5          | 4              | 16     |
| 29  | 32 | Kyle Kaiser (R)           | Juncos Racing                                   | Chevrolet | 110    | Technik        | 6           | 17         | 0              | 10     |
| 30  | 13 | Danica Patrick            | Ed Carpenter Racing                             | Chevrolet | 67     | Unfall         | 2           | 7          | 0              | 13     |
| 31  | 10 | Ed Jones                  | Chip Ganassi Racing                             | Honda     | 57     | Unfall         | 2           | 29         | 0              | 10     |
| 32  | 30 | Takuma Satō               | Rahal Letterman Lanigan Racing                  | Honda     | 46     | Unfall         | 1           | 16         | 0              | 10     |
| 33  | 33 | James Davison             | A. J. Foyt Enterprises / Byrd/Hollinger/Belardi | Chevrolet | 45     | Unfall         | 1           | 19         | 0              | 10     |

(R)=Rookie / 7 Gelbphasen für insgesamt 41 Rd.